# Championnat du Paraguay de football 1993
Navigation
Saison précédente Saison suivante
La saison 1993 du Championnat du Paraguay de football est la quatre-vingt-troisième édition de la Primera División, le championnat de première division au Paraguay. Les douze meilleurs clubs du pays disputent la compétition, qui se déroule en plusieurs phases :
- les équipes se rencontrent lors de deux tours, disputés au sein d’une poule unique. Les quatre premiers de chaque tour se qualifient pour la phase finale. Un classement cumulé des deux tours est utilisé pour qualifier des équipes supplémentaires au besoin.
- la phase finale regroupe les huit qualifiés en deux poules de quatre puis demi-finales et finale.

Le championnat est interrompu après trois journées lors de la poule finale pour le titre pour diverses raisons. Le Club Olimpia, en tête du classement lors de l’arrêt, est désigné comme vainqueur du championnat, après un vote des présidents des clubs de Primera División. C’est le 33e titre de champion du Paraguay de l’histoire du club.

## Les clubs participants
- Club Guaraní
- Cerro Porteño
- Club Libertad
- Club Atlético Colegiales
- Club Olimpia
- Club Sol de América
- Club Sportivo Luqueño
- Club Nacional
- Club Cerro Corá
- Club River Plate
- Club Sport Colombia - Promu de División Intermedia
- Club Presidente Hayes

## Compétition
Le barème utilisé pour établir l’ensemble des classements est le suivant :
- Victoire : 2 points
- Match nul : 1 point
- Défaite : 0 point
- Bonus à l'issue des phases 1 et 2 : 
  - Vainqueur : 2 points
  - Deuxième : 1,5 point (phase 1) - 1 point (phase 2)
  - Troisième : 0,75 point
  - Quatrième : 0,5 point

### Première phase

#### Classement cumulé
| Rang | Équipe                   | Pts | J  | G  | N  | P  | Bp | Bc | Diff |
| ---- | ------------------------ | --- | -- | -- | -- | -- | -- | -- | ---- |
| 1    | Club Olimpia             | 36  | 22 | 14 | 8  | 0  | 39 | 8  | +31  |
| 2    | Cerro PorteñoT           | 29  | 22 | 11 | 7  | 4  | 26 | 11 | +15  |
| 3    | Club Guaraní             | 25  | 22 | 9  | 7  | 6  | 27 | 26 | +1   |
| 4    | Club Atlético Colegiales | 23  | 22 | 8  | 7  | 7  | 26 | 23 | +3   |
| 5    | Club Nacional            | 23  | 22 | 6  | 11 | 5  | 22 | 24 | -2   |
| 6    | Club Cerro Corá          | 22  | 22 | 7  | 8  | 7  | 26 | 22 | +4   |
| 7    | Club Sportivo Luqueño    | 22  | 22 | 7  | 8  | 7  | 27 | 30 | -3   |
| 8    | Club River Plate         | 20  | 22 | 9  | 2  | 11 | 18 | 20 | -2   |
| 9    | Club Presidente Hayes    | 20  | 22 | 9  | 2  | 11 | 27 | 30 | -3   |
| 10   | Club Libertad            | 15  | 22 | 4  | 7  | 11 | 13 | 26 | -13  |
| 11   | Club Sol de América      | 14  | 22 | 3  | 9  | 10 | 22 | 36 | -14  |
| 12   | Club Sport ColombiaP     | 14  | 22 | 4  | 6  | 12 | 15 | 31 | -16  |

|  | Qualification directe pour la phase finale via les tours de qualification |
|  | Qualification pour la phase finale grâce au classement cumulé             |
|  | T : Tenant du titre P : Promu de División Intermedia                      |

### Phase finale
| Rang | Équipe                     | Pts  | J | G | N | P | Bp | Bc | Diff |
| ---- | -------------------------- | ---- | - | - | - | - | -- | -- | ---- |
| 1    | Club Olimpia+4             | 9    | 3 | 2 | 1 | 0 | 7  | 3  | +4   |
| 2    | Cerro Porteño+2.25         | 6.25 | 3 | 2 | 0 | 1 | 7  | 5  | +2   |
| 3    | Club Guaraní+0.75          | 4.75 | 3 | 1 | 2 | 0 | 3  | 2  | +1   |
| 4    | Club Sportivo Luqueño+0.5  | 4.5  | 3 | 1 | 2 | 0 | 4  | 2  | +2   |
| 5    | Club River Plate+0.5       | 2.50 | 3 | 0 | 2 | 1 | 3  | 5  | -2   |
| 6    | Club Atlético Colegiales+1 | 2    | 3 | 0 | 1 | 2 | 1  | 4  | -3   |
| 7    | Club Cerro Corá            | 2    | 3 | 0 | 2 | 1 | 4  | 5  | -1   |
| 8    | Club Nacional              | 2    | 3 | 0 | 2 | 1 | 2  | 5  | -3   |

#### Barrage pour la Copa Libertadores
Le deuxième du championnat, Cerro Porteño, dispute un barrage face au club ayant remporté le Torneo República, Club Cerro Corá pour déterminer le second club paraguayen en Copa Libertadores. Le perdant est reversé en Copa CONMEBOL 1994.
| Équipe 1      | Résultat | Équipe 2        | Aller | Retour |
| ------------- | -------- | --------------- | ----- | ------ |
| Cerro Porteño | 4 - 2    | Club Cerro Corá | 3 - 1 | 1 - 1  |

## Bilan de la saison
| Championnat du Paraguay de football 1993 |                                |
| Champion                                 | Club Olimpia (33e titre)       |
| Qualifications continentales             |                                |
| Copa Libertadores 1994                   | Club Olimpia                   |
| Copa Libertadores 1994                   | Cerro Porteño                  |
| Copa CONMEBOL 1994                       | Club Cerro Corá                |
| Promotions et relégations                |                                |
| Promus en Primera División               | 8 clubs de División Intermedia |
| Relégués en División Intermedia          | Aucun                          |